# キャサリン・アーデン
キャサリン・アーデンのペンネームで最も知られているキャサリン・アーデン・バーディン（Katherine Arden Burdine、1987年生）は、アメリカの小説家。主に中世のロシアを舞台とし、ヒューゴー賞やローカス賞の候補ともなったファンタジー小説の『冬の王』シリーズで知られているが、プレティーン向けホラー小説の『Small Spaces』シリーズの著者でもある。『Small Spaces』シリーズの第一巻『Small Spaces』は2020年にVermont Golden Dome Book Awardを受賞した。

## 生い立ち
アーデンはアメリカ合衆国テキサス州オースティンで生まれ、現在はバーモント州に住んでいる。高校卒業後はバーモント州に移る前に一年間モスクワで過ごした。ミドルベリー大学に進学し、2011年にロシア語とフランス語の学位を得て卒業した。
卒業後、自分がなにをしたいのかがはっきりしなかったが、ハワイの農場で働き始めた。仕事に飽きると空き時間に執筆活動を始めたが、「残りの執筆プロセスは、中断と再開を繰り返すような」感じだった。
アーデンの著作はJ・R・R・トールキン、メアリ・ルノー、ナオミ・ノヴィク、パトリック・オブライアン、ドロシー・ダネット、ダイアナ・ガバルドン、ロビン・マッキンリィの影響を受けている。

## 作品リスト

### 『冬の王』シリーズ
- 『熊と小夜鳴鳥』（The Bear and the Nightingale, 2017）
- 『塔の少女（英語版）』（The Girl in the Tower, 2017）
- 『魔女の冬（英語版）』（The Winter of the Witch, 2019）

### Small Spacesシリーズ
- Small Spaces (2018)[6]
- Dead Voices (2019)[7]
- Dark Waters (2021)[8]
- Empty Smiles (2022)[9]

### 単独作品
- The Warm Hands of Ghosts (2024)

## 受賞とノミネーション
- 2018年：アスタウンディング新人賞 最終選考[10]
- 2018年：ローカス賞 第一長編部門 最終選考、『熊と小夜鳴鳥』[11]
- 2018年：バーモント・ブック・アウォード創作部門 最終選考、『熊と小夜鳴鳥』[12]
- 2019年：ウスタンディング新人賞 最終選考[10]
- 2020年：ヒューゴー賞 シリーズ部門 最終選考、『冬の王』シリーズ[13]
- 2020年：Vermont Golden Dome Book Award 受賞、Small Spaces[14]